# Blah Blah Blah (album)
Blah Blah Blah je sólové studiové album amerického zpěváka Iggyho Popa. Vydáno bylo 23. října roku 1986 společností A&M Records a jeho producenty byli David Bowie a David Richards (Bowie s Popem již v minulosti nahrál několik alb, toto album je posledním z nich). Autorem fotografie na obalu alba je Michael Halsband, zatímco jeho design vytvořil Nick Egan.

## Seznam skladeb
| Pořadí | Název                      | Autor                                      | Délka |
| ------ | -------------------------- | ------------------------------------------ | ----- |
| 1.     | Real Wild Child (Wild One) | Johnny O'Keefe, Johnny Greenan, Dave Owens | 3:38  |
| 2.     | Baby, It Can't Fall        | Iggy Pop, David Bowie                      | 5:57  |
| 3.     | Shades                     | Pop, Bowie                                 | 5:57  |
| 4.     | Fire Girl                  | Pop, Steve Jones                           | 3:33  |
| 5.     | Isolation                  | Pop, Bowie                                 | 4:37  |
| 6.     | Cry for Love               | Pop, Jones                                 | 4:28  |
| 7.     | Blah-Blah-Blah             | Pop, Bowie                                 | 4:32  |
| 8.     | Hideaway                   | Pop, Bowie                                 | 5:01  |
| 9.     | Winners & Losers           | Pop, Jones                                 | 6:18  |

## Obsazení
- Iggy Pop – zpěv
- Kevin Armstrong – kytara, doprovodné vokály
- Erdal Kızılçay – syntezátor, baskytara, bicí, aranžmá smysců, doprovodné vokály
- Steve Jones – kytara
- David Bowie – doprovodné vokály